# Warren Benson
Warren Frank Benson (Detroit (Michigan), 26 januari 1924 – ?, 6 oktober 2005) was een Amerikaans componist, muziekpedagoog, dirigent en paukenist.

## Levensloop
Benson werd op 14-jarige leeftijd paukenist bij het Detroit Symphony Orchestra en hij werkte aldaar onder leiding van dirigenten zoals Eugene Ormandy, Fritz Reiner, Sir Eugène Aynsley Goossens en Leonard Bernstein. Hij studeerde aan de Universiteit van Michigan in Ann Arbor en behaalde aldaar in 1951 zijn Master of Music. Met studiebeursen van de Fulbright Foundation kon hij van 1950 tot 1952 aan het "Anatolia College" van het American College of Thessaloniki (ACT) doceren. Aldaar installeerde hij een vijfjarig music-cursus en richtte het Anatolia College Chorale, het eerste studentenkoor in Griekenland.
Vervolgens was hij 14 jaar docent voor slagwerk aan het Ithaca College School of Music in Ithaca (New York) en richtte in 1953 een slagwerk-ensemble op, met dat hij talrijke concertreizen maakte. Daarna werd hij professor in muziek aan de befaamde Eastman School of Music te Rochester (New York). Aldaar werkte hij van 1967 tot 1993 en werd gedecoreerd met verschillende onderscheidingen (Alumni Citation for Excellence, Kilbourn professorship for distinguished teaching ezv.). Vanaf 1994 was hij Professor Emeritus. Verder was hij van 1986 tot 1988 visiting professor aan de Southern Methodist Universiteit in Dallas (Texas). Tot zijn bekendste leerlingen behoren: Michael Glenn Williams, Eric Ewazen, Claude Baker, Gordon Stout, John Joseph Davye en Paul Phillips.
Als scheppend musicus telt Benson tot de succesrijke componisten voor harmonieorkesten en slagwerk-ensembles in de Verenigde Staten. Lyrische melodieën en een kleurrijke instrumentatie zijn kenmerkend voor zijn meer dan 100 composities. Hij kreeg talrijke prijzen en onderscheidingen voor zijn muziek zoals bijvoorbeeld het John Simon Guggenheim Composer Fellowship en de Lillian Fairchild Award.

## Composities

### Werken voor orkest
- 1960 Theme and Excursions, voor strijkorkest
- 1980 The Man with the blue Guitar, voor orkest
- 1981 Beyond Winter: Sweet Aftershowers, voor strijkorkest

### Werken voor harmonieorkest
- 1953 Transylviania Fanfare
- 1955 Concertino, voor altsaxofoon en harmonieorkest
- 1960 Polyphonies for Percussion, voor slagwerk en harmonieorkest
- 1962 Symphony, voor slagwerk en harmonieorkest
  1. Invocation
  2. Contemplation
  3. Declaration
- 1962 Remembrance
- 1963 The Leaves are Falling
- 1965 Star Edge, voor altsaxofoon en harmonieorkest
- 1966 Helix, voor tuba solo met harmonieorkest
- 1966 Recuerdo, voor hobo/althobo solo en harmonieorkest
- 1966 The Solitary Dancer
- 1969 Shadow Wood: Six Poems of Tennessee Williams, voor mezzosopraan en harmonieorkest
- 1969 The Mask of Night
- 1974 The Passing Bell
- 1978 Ginger Marmalade
- 1983 Symphony nr. 2 "Lost Songs", voor harmonieorkest
- 1984 Wings
- 1987 Dawn's Early-Light - Cakewalk, Blues and Processional
- 1990 Meditation on "I am for Peace"
- 1991 Danzón-Memory
- 1992 Adagietto
- 1993 Divertissement I, voor harmonieorkest (gecomponeerd voor het "Festival voor nieuwe muziek" te Uster, Zwitserland)
- 1998 Daughter of the Stars
- Night Song

### Werken voor koren
- 1959 Psalm XXIV, voor vierstemmig vrouwenkoor en strijkorkest
- 1968 An Englishman with an Atlas, voor driestemmig gemengd koor (SAB)
- 1970 Song of the Pop-Bottlers, voor driestemmig vrouwenkoor, (SSA)
- 1974-1983 The Singers - The Cherry Tree, voor gemengd koor
- 1975 Earth, Sky, Sea, Trees, Birds, House, Beasts, Flowers, voor gemengd koor, dwarsfluit, bastrombone en marimba
- 1976 Two Sea Poems, voor gemengd koor
- 1979 I lately lost a preposition, voor gemengd koor, piano en melodisch slagwerk
- 1979 Spirit Enchantment, voor gemengd koor en pauken
- 1980 Dozen Alleluias, voor gemengd koor
- 1982 If that the Peace of God, voor gemengd koor
- 1985 They brought a joyful song, voor gemengd koor
- 1985 The Hearth within, voor gemengd koor
- 1991 Psalm 139, voor gemengd koor en orgel
- 1997 Sing and Rejoice, voor achtstemmig gemengd koor (SSAATTBB)

### Vocale muziek
- 1964 Three Solitary Songs, voor zangstem en piano
- 1970 Nara, voor sopraan, dwarsfluit, piano en 2 slagwerkers
- 1977 Five Lyrics of Louis Bogan, voor mezzosopraan en dwarsfluit
- 1980 Songs of the End of the World, voor mezzosopraan, althobo, hoorn, cello en marimba
- 1982 Hills, Woods, Brook: Three Love Songs, voor zangstem, klarinet, trompet, viool, cello, slagwerk en piano

### Kamermuziek
- 1947 Marche: Encore, voor blazerskwintet
- 1952 Evening Piece, voor hobo/althobo en piano
- 1953 A Gentle Song, voor klarinet en piano
- 1953 Song and Dance, voor fagot en piano
- 1954 Cantilena, voor altsaxofoon en piano
- 1956 Aubade, voor trombone en piano
- 1956 Prologue, voor trompet en piano
- 1957 Kwintet, voor hobo (of sopraansaxofoon) en strijkkwartet
- 1958 Arioso, voor tuba en piano
- 1960 Invocation and Dance, voor sopraansaxofoon, altsaxofoon en "handclappers"
- 1964 Farewell, voor altsaxofoon en piano
- 1966 Windrose, voor saxofoonkwartet
- 1969 Strijkkwartet nr. 1
- 1971 Canon, voor tuba en handtrom
- 1971 Capriccio, voor viool, altviool, cello en piano
- 1974 The Dream net, voor altsaxofoon en strijkkwartet
- 1978 Largo Tah, voor bastrombone en marimba
- 1983 Thorgard's Song, voor hoorn en 4 slagwerkers
- 1988 The Red Lion, voor vibrafoon en piano
- 1989 Steps, voor koperkwintet

### Werken voor piano
- 1951 Three Macedonian Miniatures
- 1963 If I could be...four daydreames
- 1963 Recipe for a little Girl
- 1985 Humorous not without Merritt

### Werken voor slagwerk
- 1957 Trio, voor slagwerk
- 1959 Allegretto, voor slagwerkkwartet
- 1961 Three Dances, voor kleine trom solo
- 1964 Streams, voor slagwerk-ensemble

## Publicaties
- ...And My Daddy Will Play the Drums: Limericks for Friends of Drummers, Fort Lauderdale, Florida, Meredith Music Publications, 1999, ISBN 1-57463-067-9